# 교향곡 8번 (슈베르트)

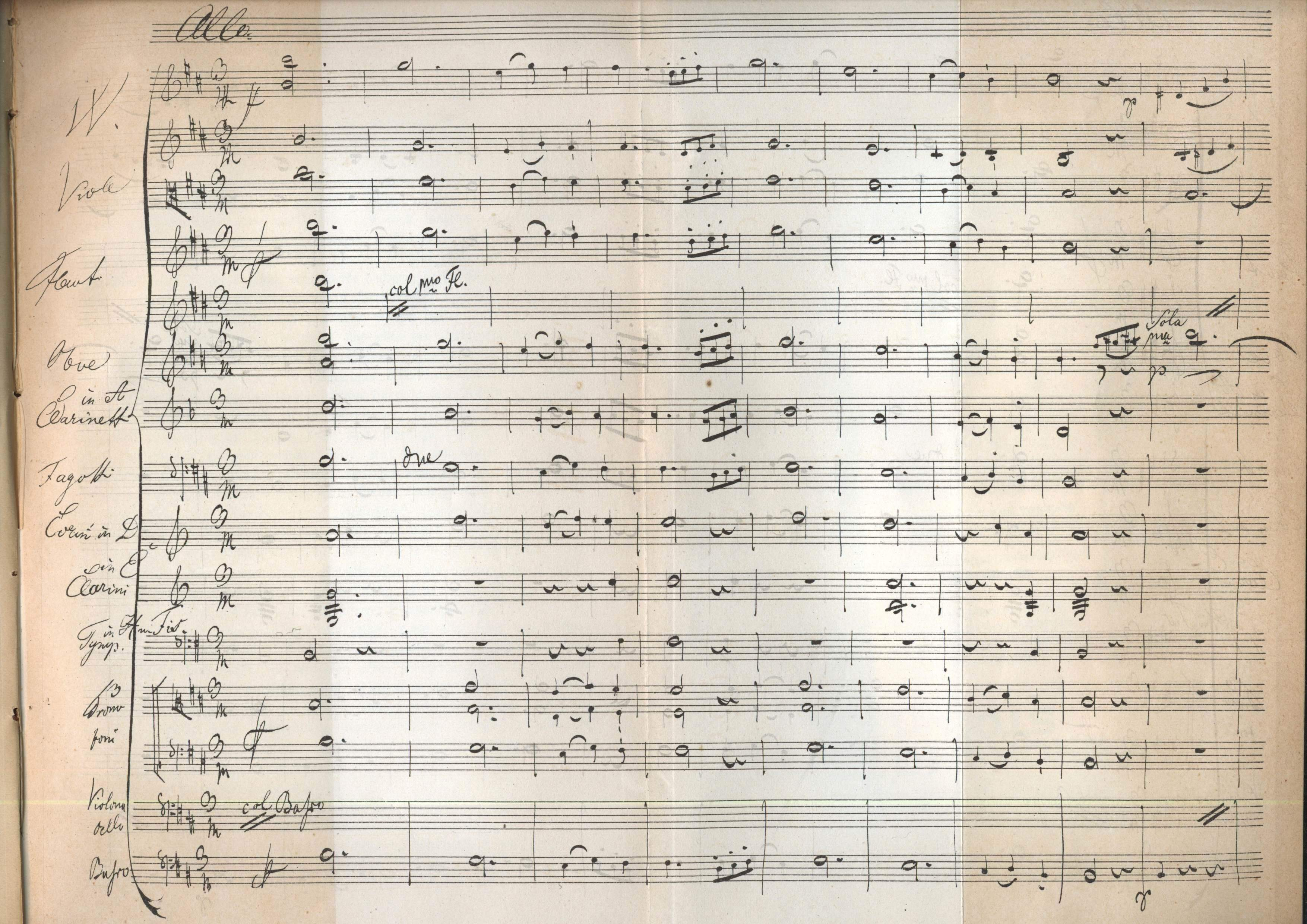
요한 폰 헤르베크의 전기(1885)에서 발견된 미완성 교향곡의 제3악장 악보 사본

교향곡 제8번(또는 제7번) 미완성 (Sinfonie Nr.8 (7) in h-moll, D 759, Die Unvollendete)은 프란츠 슈베르트가 1822년에 작곡한 교향곡이다.

## 개요
교향곡 중 누구나 다 알고 있는 불후의 명작이나, 제2악장까지만 완성되었다. 제3악장은 120 마디까지 작곡된 초고(草稿)가 남아 있으며, 제4악장은 전혀 씌어져 있지 않다. 그러나 완성된 2악장은 모두 주옥과 같은 아름다운 작품으로 평해진다. 이 곡이 미완성으로 끝난 이유는 확실하지 않으며 슈베르트가 이 곡을 쓰다가 방기한 원인에 대해서는 여러 가지 설이 있으나 특히 뒷받침되는 증거가 있는 설은 없다. 다만 슈베르트는 곡을 쓰다가 특별한 까닭 없이 도중에 방기하는 경우가 많았던 인물이기에 이 곡 역시 특별한 까닭 없이 방기되었을 가능성이 크다.
이 곡은 슈베르트가 1822년 10월에 쓰다가 중단한 것으로, 이듬해 4월에 그라츠의 슈타이어마르크 음악협회(de)의 명예회원으로 뽑히면서 답례로 보낸 곡이기도 하다. 이 곡을 받은 슈타이어마르크 협회 측에서는 슈베르트가 곡의 나머지 부분을 보내줄 것으로 생각하고 기다렸으나 슈베르트가 나머지 부분을 보내는 일은 없었고 곡은 그대로 묻혔다가 슈베르트의 사후인 1860년에 지휘자 요한 폰 헤르베크(de)에 의하여 악보가 발견되고, 1865년 12월 헤르베크에 의하여 빈에서 초연되었다.
이 곡은 출판 이래 오랜 기간 8번 교향곡으로 널리 알려져 왔으나, 1978년의 도이치 목록 개정판 발행시 기존의 7번 교향곡이 슈베르트 본인에 의해 편곡이 완료되지 않았음을 까닭으로 번호를 박탈하고 기존의 8번(미완성)과 9번(대 교향곡)이 각각 7번과 8번으로 당겨졌으나 이 새로운 부번 방식은 그다지 퍼지지 못했다.

## 각 악장
당시 교향곡의 조성으로 사용되는 일이 극히 드물었던 나 단조의 곡이라는 점이 이채를 띈다.
약 15분에 달하는 나단조의 제1악장 알레그로 모데라토는 전반적으로 어두운 분위기의 4분의 3박자의 곡으로 콘트라베이스 2대가 테마를 제주하며 시작하여 테마 자체가 악장 전체를 통해 지속적으로 반복되며, 콘트라베이스의 제주 역시 수차례에 걸쳐 출현한다.
마장조, 8분의 3박자의 곡인 제2악장 안단테 콘 모토는 11분을 넘는 길이로 1악장과는 대조적인 편안한 분위기의 세도막 형식을 띤 곡이다. 동요 '옹달샘'의 테마 부분과 동일한 부분이 있다.
약 6분 30초에 달하는 제3악장 스케르초, 알레그로는 1악장과 같은 나단조, 4분의 3박자의 곡이나 1악장과는 대조적으로 밝고 힘찬 곡으로 나장조, 사장조 등으로 조성이 자주 바뀐다. 이 3악장은 전체 초고의 1/6인 서두의 20 마디가 편곡되어 총보로 완성되어 있다.

## 완성 시도
슈베르트의 100주기인 1928년에 영국의 콜럼비아 그라모폰 음반사(en)에서 이 곡의 3, 4악장을 작곡하는 경연대회를 열었고 피아니스트인 프랭크 메릭(en)이 우승하였다. 그러나 메릭의 작품은 스위스 항공이 기내 안내용으로 쓴 정도에 그쳤고 대중에게 널리 알려지지는 못했다.
한편 이후 제럴드 에이브러햄(1971년), 브라이언 뉴불드(1981년) 등의 학자에 의해 보필 완성된 것이 네빌 마리너와 ASMF 연주로 대중에게 널리 퍼졌다. 3악장은 슈베르트가 쓴 초고를 기존 완성분의 편성을 충실히 따라 편곡하여 총보로 만들고, 4악장은 로자문데의 간주곡 1번이 조성과 악기 편성이 같음과 간주곡로서는 드물게 소나타 형식으로 되어있어 잃어버린 4악장으로 추정되는 이유로 그대로 가져와서 일반적인 교향곡의 4악장 체제를 완성시켰다.